# Saksun
Saksun (IPA: [ˈsaksʊn], danska: Saksen) är en by och socken på Streymoy i Färöarna. Samhället ligger vid en lagun på inlandet av den nordvästliga delen av Streymoy, omringat av berg. Vid folkräkningen den 1 januari 2015 hade Saksun 10 invånare.
Administrativt var Saksun socken en del av Norðstreymoyar prestagjalds kommuna från införandet av lokalt självstyre 1872 och 1913 blev Haldarsvíkar og Saksunar kommuna utskilt som egen kommun. Denna kommun bestod fram till kommunreformen 1944. Saksun kommun sammanföll med den 31 km² stora socknen. Vid kommunreformen 2005 sammanfördes Saksuns kommun med Sunda kommun.
Saksun socken tillhör idag Norðstreymoys prästgäld och har Saksuns kyrka som sockenkyrka.

## Naturgeografi

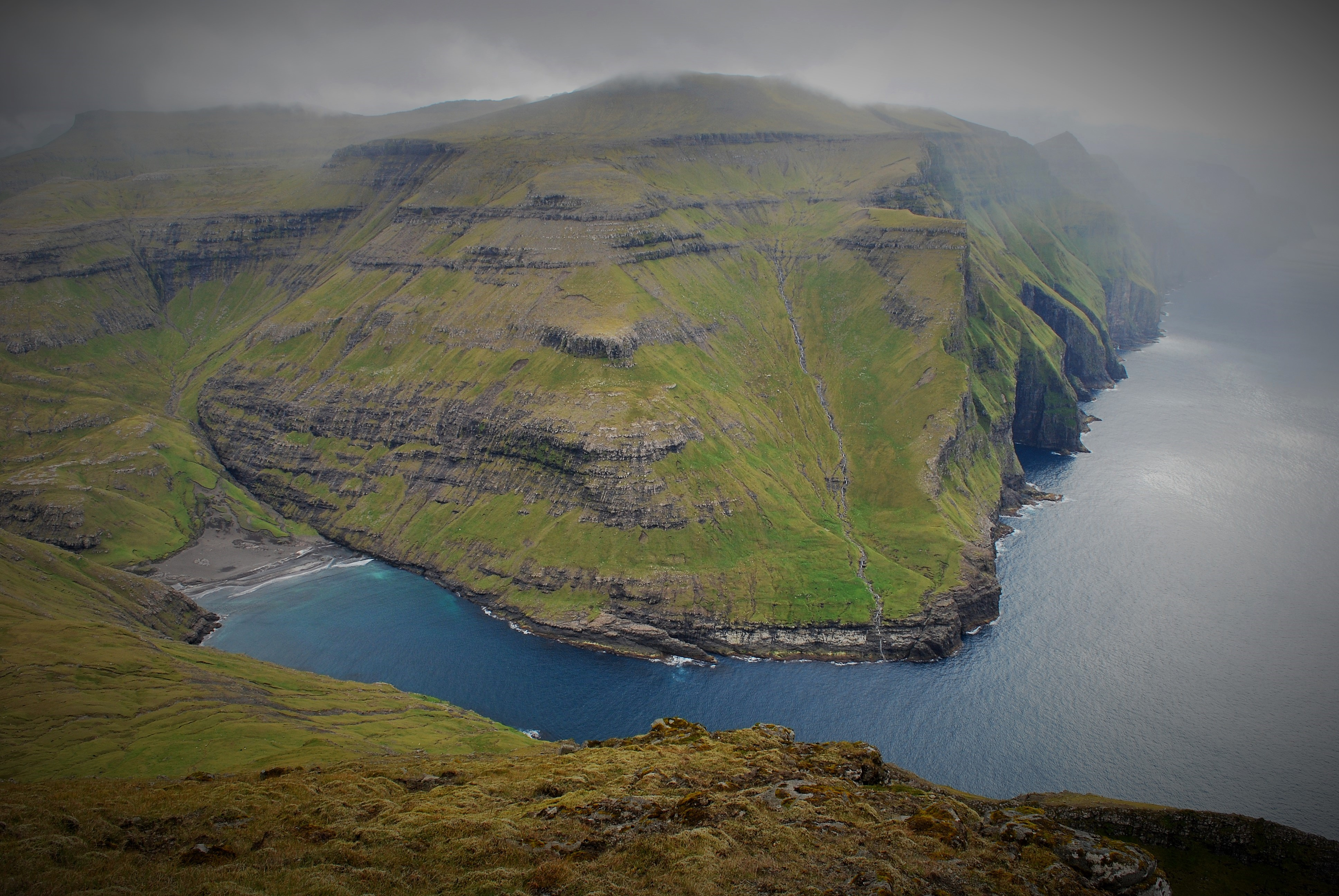
Bukten som tidigare band ihop Saksun med nordvästkusten.

Saksun ligger innerst i det som var en fjord och som skapade en välfungerande naturlig hamn. Utloppet förstördes under ett kraftigt oväder, den hårda kyndelsmässan, under andra halvan av 1600-talet. De tre vattendragen Gellingará, Skipá och Dalsá rinner ut vid hamnen, vilket skapat en lagun med färskvatten, Pollurin. Pollurin har en förhållandevis rund form och en diameter på cirka 400 meter. Den djupaste delen mäter 27 meter och har sandstränder på syd- och västsidan.
Saksun ligger i Saksunardalur som sträcker sig från Hvalvík och Streymnes och ut mot havet vid Saksun. Genom Saksunardalur rinner ån Stórá som har sina källor vid Saksun och utloppet mellan Hvalvík och Streymnes.

## Historia

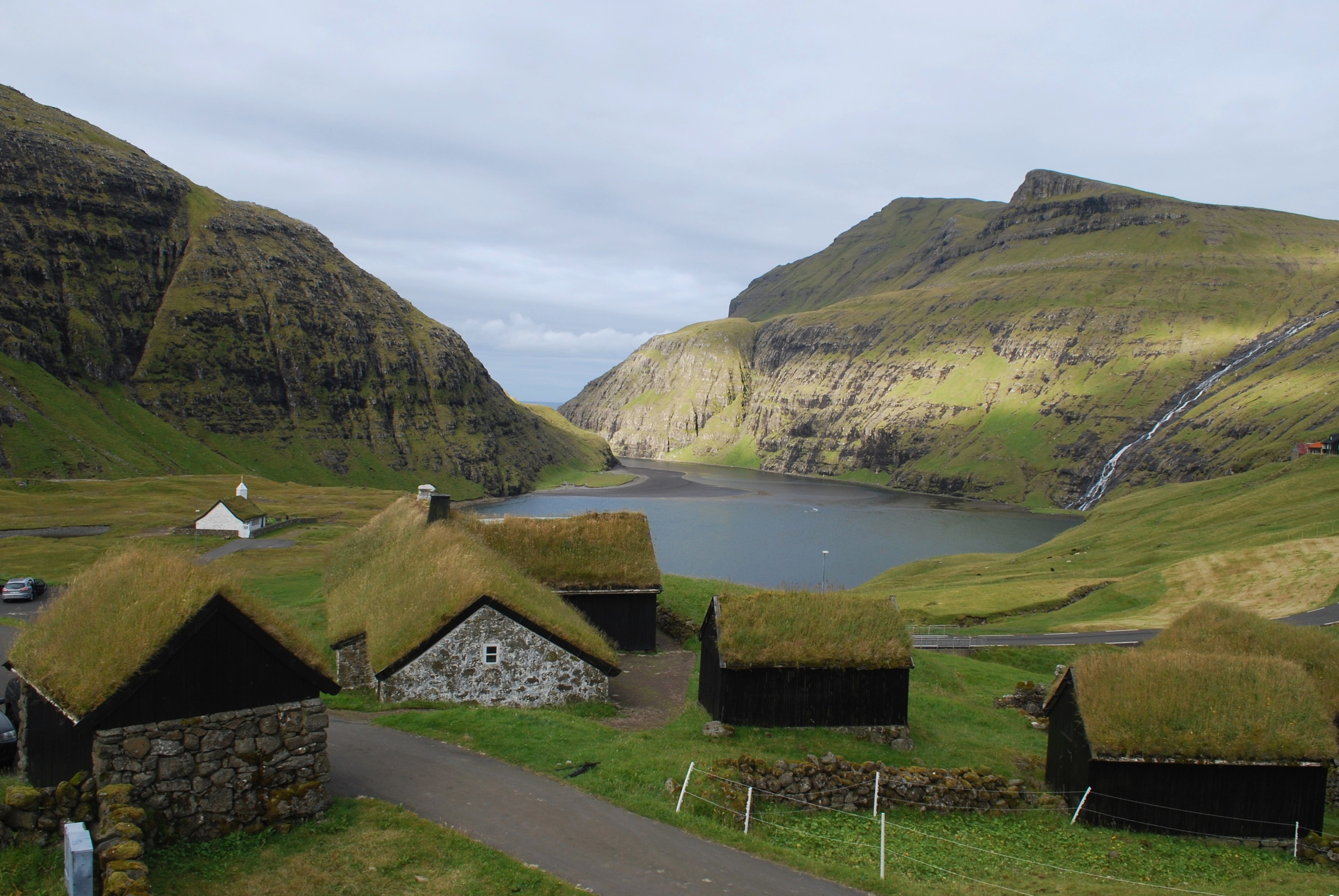
Kungsbondgården Dúvugarðar med Pollurin i bakgrunden.

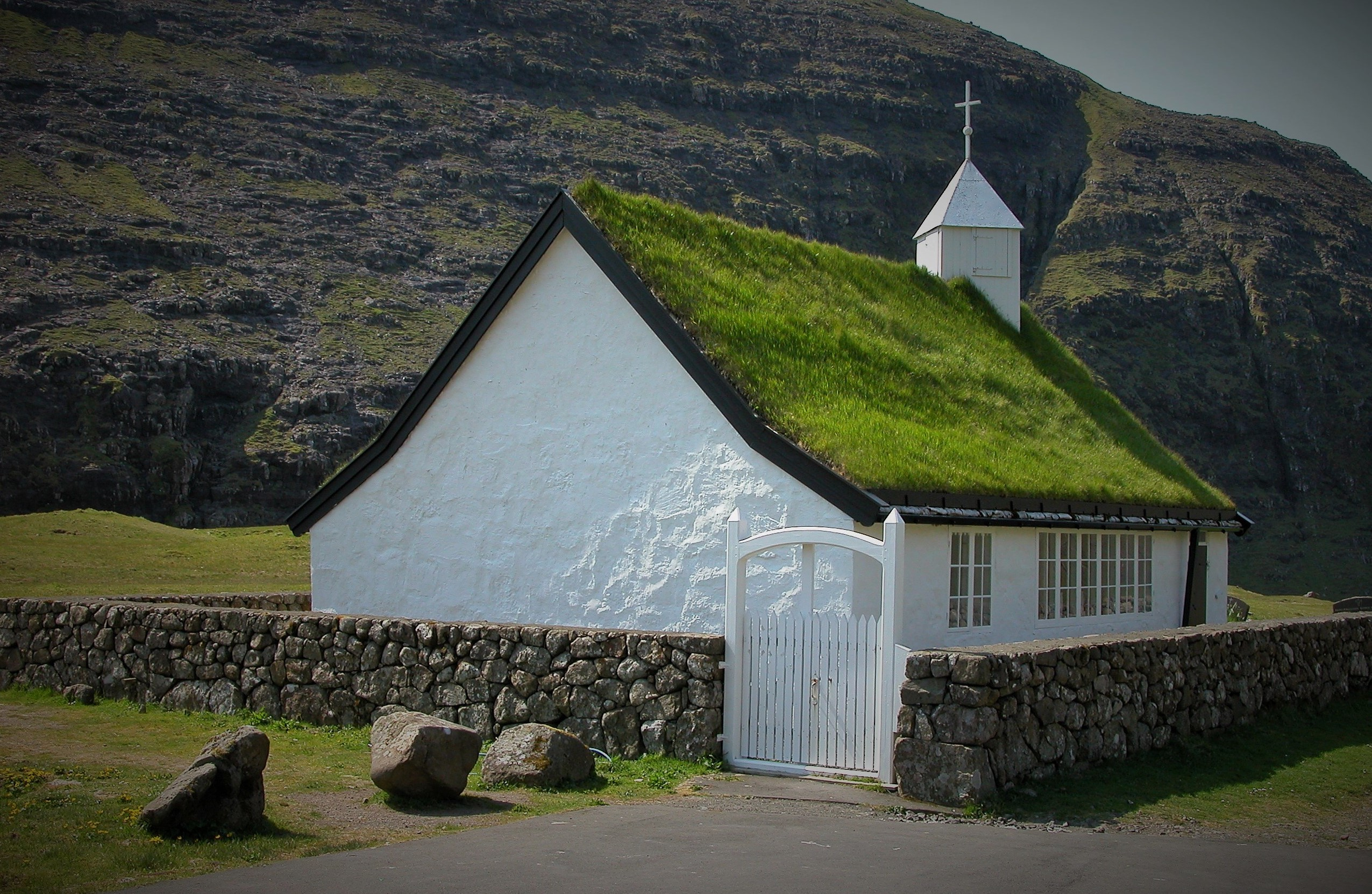
Saksuns kyrka.

Namnet Saksun kommer troligtvis från det fornnordiska Sakshǫfn, ett naturnamn som anspelar på den naturliga hamnen, enligt Christian Matras.
Saksun nämns första gången i skrift omkring år 1400. Byn är en av de byar som sägs blivit utrotade på grund av digerdöden. Sägnen berättar om en enslig kvinna som överlevde pesten och gjorde anspråk på all mark i Saksun på det nästkommande vårtinget i Kollafjørður, och fick medhåll.
Samhället var en kyrkoplats under medeltiden men kyrkan stängdes efter reformationen och byn ingick nu i Tjørnuvík socken. Byarna låg dock avskilda från varandra med det höga berget Melin (764 meter över havet). Eftersom Saksun blev avskilt från havet var man tvungen att ta sig genom Saksunardalur eller över bergen för att komma till kyrkan.
Sockenpräst Carl Wilhelm Prytz sände i december 1853 en förfrågan från kungsbonden i Saksun till kung Fredrik VII om att få bygga en kyrka i Saksun. Kungen biföll förslaget och godkände samtidigt byggnation av en ny kyrka i Tjørnuvík. Kyrkan i Tjørnuvík var i dåligt skick men man bestämde sig för att demontera denna och flytta den till Saksun. Saksuns kyrka invigdes 1858 och framstår idag som en typisk färöisk bykyrka med enkel utsmyckning i trä samt grästak. Ytterväggarna blev emellertid uppförda i sten istället för trä.
1828 drev det folktomma barkskeppet "Broon" från Glasgow in i lagunen i Saksun. Skeppet var fullastat med timmer från Pommern, och 800 stora träbalkar såldes på auktion i Saksun. Bland annat försågs Hvalvíks kyrka med timmer härifrån. Drivved och vrakgods var en viktig resurs på de trädlösa Färöarna. Runt 500 personer tros ha deltagit i auktionen.
Saksun präglas idag av friliggande gårdar i motsats till de klungliknande samhällena som är typiskt på Färöarna. Kungsbondgården Dúvugarðar från 1600-talet är bebodd och i drift, men delar av den är omgjort till gårdsmuseum. Museet visar de färöiska böndernas vardagsliv under 1820-talet och är öppet under sommaren efter på bokning.

### Befolkningsutveckling
| Befolkningsutvecklingen i Saksun 1860–2015 | Befolkningsutvecklingen i Saksun 1860–2015 | Befolkningsutvecklingen i Saksun 1860–2015 | Befolkningsutvecklingen i Saksun 1860–2015 | Befolkningsutvecklingen i Saksun 1860–2015 |
| ------------------------------------------ | ------------------------------------------ | ------------------------------------------ | ------------------------------------------ | ------------------------------------------ |
|                                            |                                            |                                            |                                            |                                            |
| År                                         |                                            |                                            | Folkmängd                                  |                                            |
| 1960                                       | 1960                                       |                                            | 34                                         |                                            |
| 1970                                       | 1970                                       |                                            | 34                                         |                                            |
| 1990                                       | 1990                                       |                                            | 27                                         |                                            |
| 1995                                       | 1995                                       |                                            | 34                                         |                                            |
| 2000                                       | 2000                                       |                                            | 30                                         |                                            |
| 2005                                       | 2005                                       |                                            | 32                                         |                                            |
| 2010                                       | 2010                                       |                                            | 23                                         |                                            |
| 2015                                       | 2015                                       |                                            | 10                                         |                                            |
|                                            |                                            |                                            |                                            |                                            |

## Bildgalleri

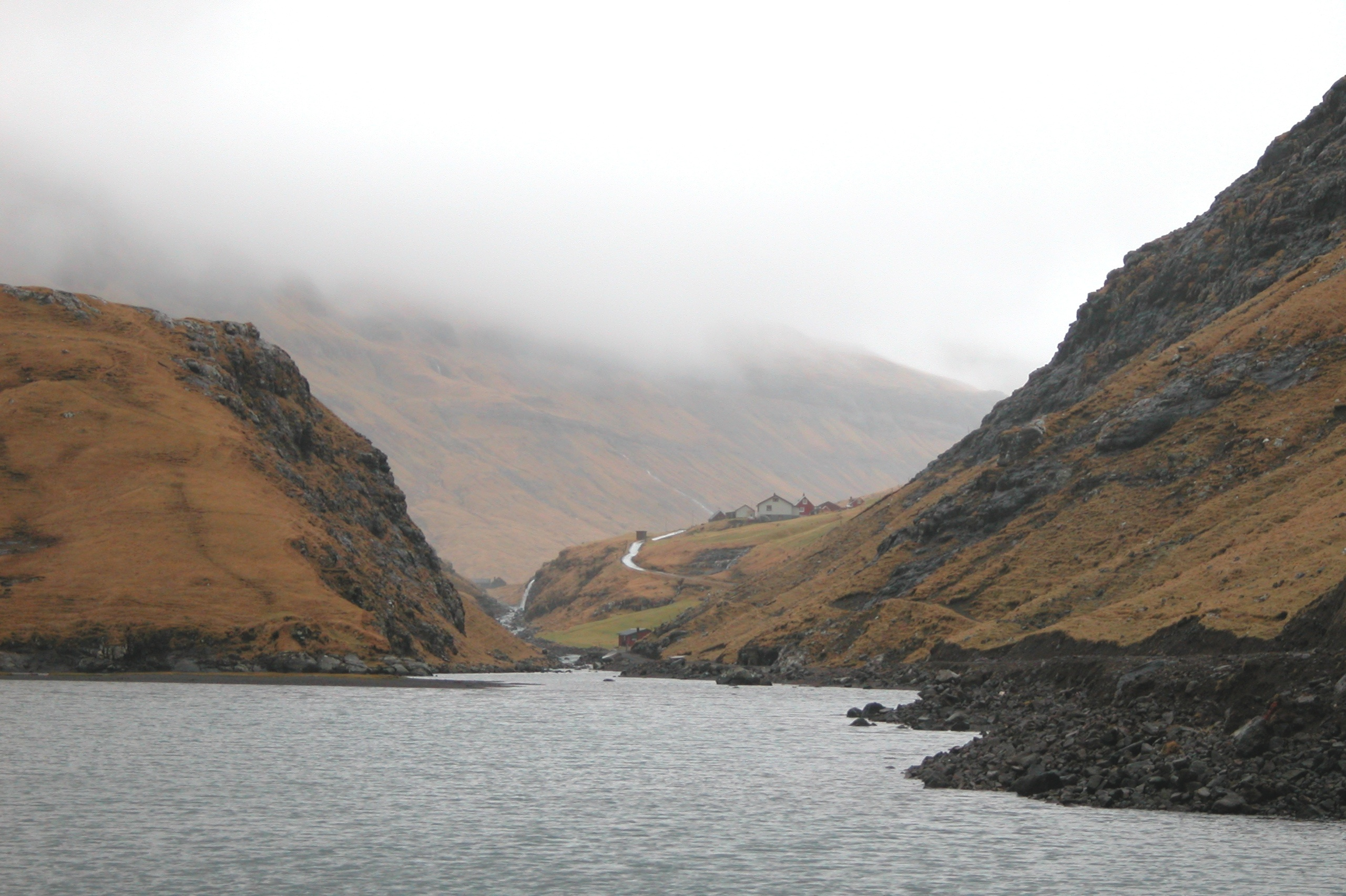
Vy över Saksun sett från sjön.
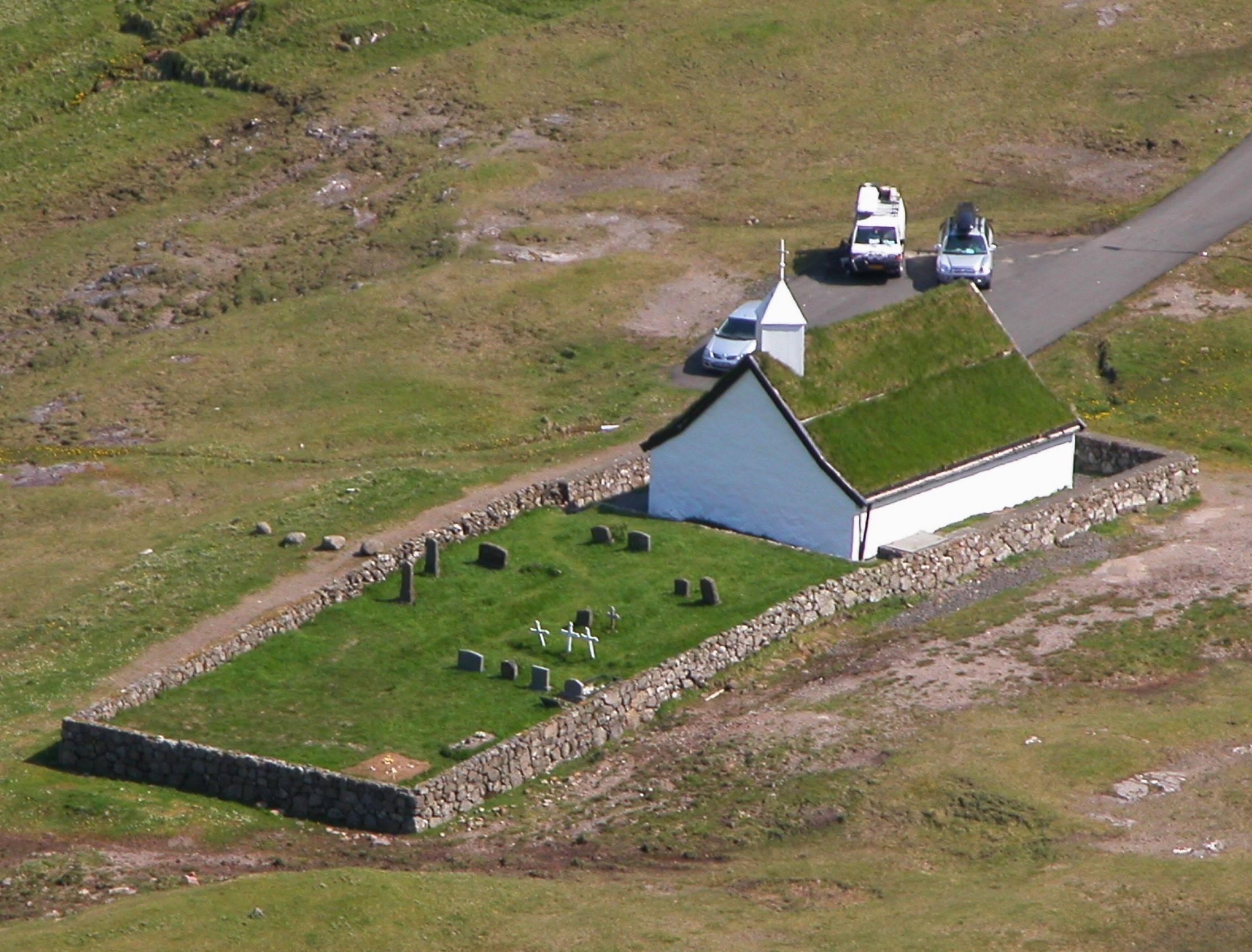
Kyrkan.
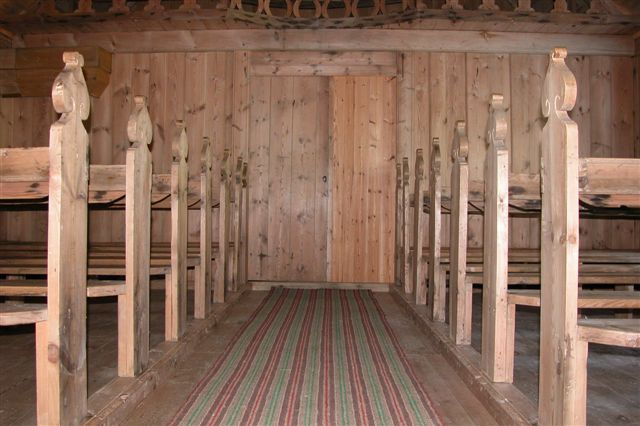
Interiören i kyrkan.
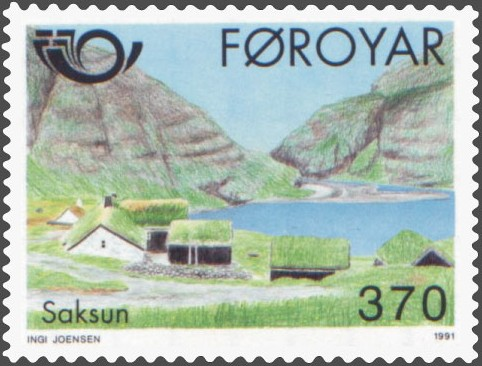
Saksun, Postverk Føroya.
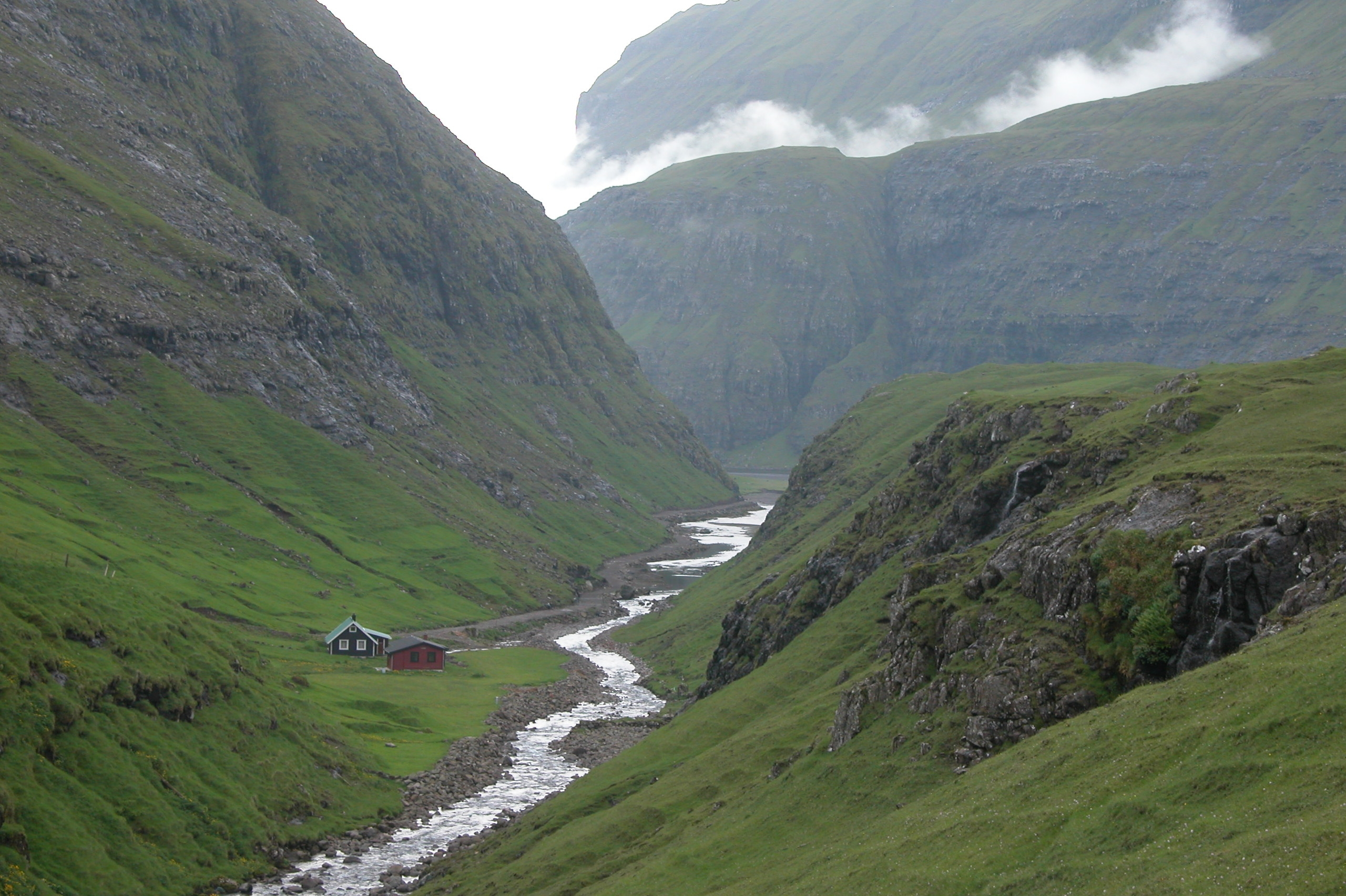
Ner till stranden.
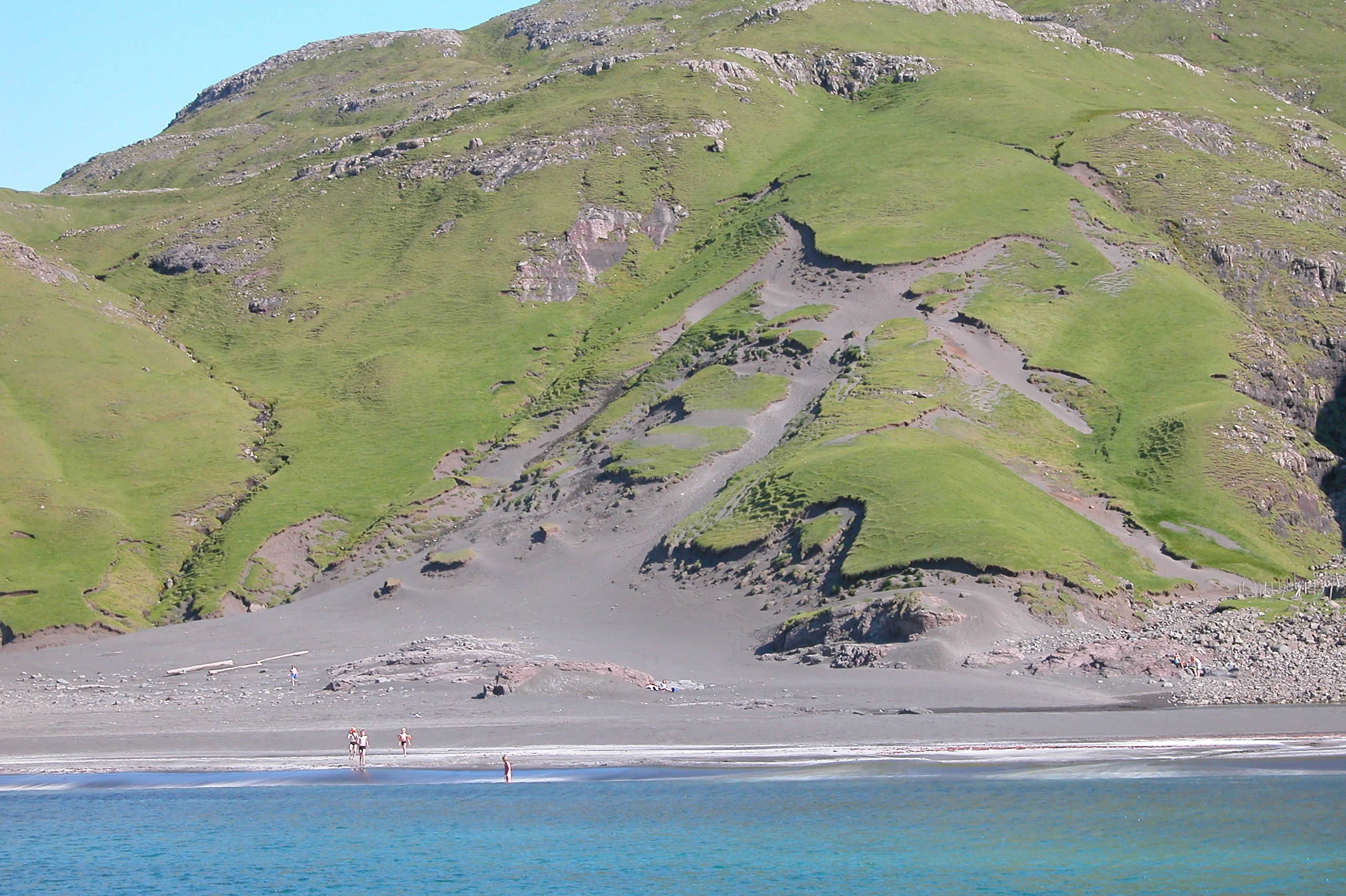
Stranden.